# Zábavní park v Pripjati
Zábavní park v Pripjati na Ukrajině je chátrající zábavní park nacházející se za palácem kultury Energetik v centru opuštěného města Pripjať.
Park měl být otevřen 1. května 1986, v době oslav máje. Plány ale byly přerušeny, když 26. dubna došlo k havárii Černobylu o pár kilometrů dál. Dnes je park, a zejména ruské kolo, symbolem katastrofy Černobylu. Samotný zábavní park se nachází v centru města za budovou Energetiku a hotelem Polesí.

## Atrakce
V zábavním parku se nachází ruské kolo, houpačky a kolotoč, autodrom.
| Obrázek | Atrakce            | Poznámka                                                                                             |
| ------- | ------------------ | --- |
|         | Ruské kolo         | Nikdy nebylo v provozu. Provoz měl být zahájen dne 1. května 1986, ale k nehodě došlo o 5 dnů dříve. |
|         | houpačky a kolotoč | Na obrázku vlevo.                                                                                    |
|         | Autodrom           | |

## Filmy a hry
Park se objevil ve videohrách S.T.A.L.K.E.R.: Shadow of Chernobyl (česky S.T.A.L.K.E.R.: Ve stínu Černobylu), Call of Duty 4: Modern Warfare a ve filmech Černobylské deníky a byl také inspirací pro Atlantic Island Park ve filmu The Secret World (česky Tajemný svět).